# Poleonimi celtici d'Italia
L'elenco di abbreviazioni e segni convenzionali e la bibliografia si trovano in Toponimi celtici d'Italia.

## Poleonimi di localizzazione difficile o approssimata
- Ambitrebius, Pagus. Documentato solo dalla Tabula Alimentaria di Veleia (1, 3; 2, 39; 4, 40 ecc.): pago Ambitrebio (localizzabile tra Val Trebbia e Val Nure), vale a dire ʿil pago che si estende sulle rive della Trebbiaʾ, dal composto costituito dall'indoeuropeo *ambhi- ʿattorno (a) ʾ + il nome del fiume Trebia + il suffisso aggettivale -i̯o- [G. Petracco Sicardi (1981)]. A. Falileyev invece propone un non chiaro significato ʿ(L'insediamento) su entrambi i lati (di Trebius) ʾ, ove Trebius pare nome di persona. X. Delamarre interpreta Ambitrebius come nome di persona gallico con l'accezione di ʿabitante dei dintorni di Trebiaʾ (qui Trebia sembrerebbe piuttosto un poleonimo). Pagus Ambitrebius, verosimilmente, va inteso come ʿpago degli Ambitrebii (quelli che vivono sulle due rive del Trebbia) ʾ, per analogia con pago Bagienno, cioè ʿpago dei Bagienniʾ (Tabula Alimentaria di Veleia, 1, 42, 50 e 3, 36, 55). Ambi-, con tutta probabilità, è di origine celtica: è il gallico ambi- ʿintorno, sui due latiʾ; cfr. gallese, cornico, bretone am, antico irlandese imb < *m̥bi ʿattorno a, intornoʾ < indoeuropeo *h2(e)mbhi ʿattorno aʾ. [I]
- Aquae Bormidae. Attestato in Cassiodoro (Var. X, 20). Di incerta localizzazione. → Bòrmida.
- Arebrigium'. Toponimo antico, indicato nella Tabula Peutingeriana (II, 4) e nellItinerario Antonino (345, 4) a 25 miglia da Aosta, verso il Piccolo San Bernardo [Arebribium nella Cosmografia ravennate (IV, 30)], ma di localizzazione incerta [per A Falileyev presso Pré-St-Didier (Ao); nella Tab. Med.[1] corrisponderebbe ad Arvier]. Da gallico are- ‘presso, davanti’ + brig- ‘altura, colle’. Potrebbe essere interpretato come ʿForte dell'Estʾ, con are- ʿdavantiʾ = ʿdi fronte all'estʾ, raffrontato al deksiuo- ʿa destra, a sudʾ del composto Desso-briga ʿForte del Sudʾ, toponimo corrispondente a Las Cuestas, Osorno (Spagna) (X. Delamarre, A. Falileyev). → Cadore. [I]
- Arusnatium, Pagus (Fumane, Vr). «Enclave etnico-linguistica particolare (“etruscoide”) in territorio veronese (Val Policella)» [G. B. Pellegrini (1990): p. 107], menzionata in alcune iscrizioni in lingua latina (I-II secolo d.C.) rinvenute a Fumane, probabile centro amministrativo del pagus, e, indirettamente, in una scritta votiva di Serso (Pergine, Tn) in cui compare il nome aruśnas. Per A. Falileyev Arusnates probabilmente non è celtico, si potrebbe al massimo confrontare con toponimi e antroponimi con base (ipotetica) aru(o)- ʿcampo, raccoltoʾ < indoeuropeo *h2erh3- ʿarare, rompere (il terreno) ʾ. X. Delamarre propone una incerta e incompleta formazione *aru-snā-ti- < aru- (?) + -snā- < ie *-(s)nā- ʿnuotareʾ (elemento presente nell'antico irlandese sná- ʿscorrere, nuotareʾ e rintracciato anche nel composto manisnavius < *manni-sna-vius, anch'esso però tratto da un'iscrizione di Fumane). Attestazioni: pag(i) Arusnatium, Arusnatibus. [I]
- Bardomagus vicus. Attestato in due epigrafi di Milano; di incerta localizzazione. Composto di bardo- + -mago- ʿcampoʾ e ʿmercatoʾ; cfr. Rigomagus. Bardo- potrebbe essere il tema del gallico bardos ʿbardo, poetaʾ, per cui il toponimo significherebbe ʿcampo del bardoʾ (o ʿcampo di Bardoʾ). [I]
- Bittelus. Toponimo fondiario documentato solo dalla Tabula Alimentaria di Veleia (3, 4): fund. Bittelum. G. Petracco Sicardi lo accosta ai nomi di persona Bittalius, Bitticus, Bittio, Bitto e *Bittonius [> f. Bettonianum, in Tabula Alimentaria di Veleia, 5, 62], attestati in iscrizioni dell'Italia settentrionale, e forse in relazione con il gentilizio Bittius e il celtico *bitu- ʿmondoʾ. Secondo G. Devoto, invece, andrebbe interpretato come un *Bitu̯elo- ʿterreno scivoloso, attaccaticcioʾ, da *bitu- < indoeuropeo *gʷetu- + il suffisso ligure -elo-. Tutto sommato, si possono ricondurre al celtico bitu- ʿmondo viventeʾ (< *gʷi-tu- < indoeuropeo *gʷeih3- ʿvivereʾ) sia Bittelus sia Bittius e gli antroponimi sopra indicati, assieme ai nomi di persona gallici Bitus, Bitius, Bitilus, Bitulla e diversi altri. → Bedonia. [I]
- Boielis. Attestato soltanto nella Tabula Alimentaria di Veleia (6, 70): saltus praediaque Boielis. È stato interpretato da G. Petracco Sicardi (1981) come ablativo plurale, in funzione di locativo indicante il nome di un vicus, dal gentilizio Boielius, documentato da un'iscrizione di Luni. In Boielius Petracco Sicardi ha riconosciuto il suffisso ligure doppio *-el-i̯o- e una base boi- da connettere all'etnonimo gallico latinizzato Boii (i ʿGalli Boiʾ). Al singolare, corrispettivo del latino Boius, è però attestato anche il nome di persona gallico Boios, coincidente con l'epiteto boios, voce dall'etimologia problematica. Tra le cinque interpretazioni riportate da X. Delamarre (2008), tre risultano le più valide: 1) ʿpercotitoreʾ < *bheiə- ʿcolpireʾ; 2) ʿterribileʾ < *bhei- ʿtemereʾ; 3) ʿattivo, vitaleʾ < *gʷoih3ós < *gʷei(ə)- ʿvivereʾ. Da non escludere del tutto un'altra ipotesi di lavoro: boi-el-io- < *bowi- < gallico *bo(u)- ʿvaccaʾ + suffisso -el-i̯o-; cfr. il nome di persona gallico Boelius < *Bowilio-. Fino a prova contraria alcune basi potrebbero essere appartenute anche al ligure indeuropeo. [I]
- Bredunum (Al). Attestato nel 1130, presso Cantalupo Ligure. Probabilmente da *Brigodūnum ‘rocca’ (gallico latinizzato -dūnum ‘fortezza’). → Briga Alta e Duno. [II]
- Budacelius. Toponimo fondiario della Tabula Alimentaria di Veleia (5, 4): fund. Budacelium. Secondo G. Petracco Sicardi, formazione in *-i̯o- dall'antroponimo *budakelo-, da raffrontare con il nome di vasaio Butcelus [e Butelus]; *budakelo- può essere scomposto in bud- e -ak-elo- (doppio suffisso) oppure in *bud(a)- (base riscontrabile solo in ambito celtico) e *-kelo- (< indoeuropeo *kʷel- ʿabitareʾ). Bud(a)- è stato accostato da Petracco Sicardi ai nomi di persona Budares e Budaracus; questi però risalgono forse al celtico *bodaro- ʿsordoʾ, con chiusura della -o-; cfr. antico irlandese bodar ʿsordoʾ e i nomi di persona Bodaro, Bodero, Boderus. Bud(a)- va piuttosto associato al gallico boudi-, boudo- ʿvittoria, vantaggio, profittoʾ (cfr. i nomi di persona Budistio e Bouda), mentre Butelus deriva dal celtico buto- < indoeuropeo *bheu(H)- ʿabitareʾ; cfr. l'antico irlandese both ʿcapannaʾ, il gallico *buta ʿcapanna, dimoraʾ, il bretone bod, Bot- ʿresidenzaʾ, e nomi di persona gallici quali Buticus, Butilla, Butrio, Buttus (X. Delamarre). Quindi non è proponibile un composto *buta-kelo- per la sinonimia dei due componenti. Su *-kelo- si veda anche quanto indicato sotto la voce Vercelli; e il termine gallico cele ʿcompagnoʾ (iscrizione su tegola di Châteaubleau), da *cēlio- o *cēli- < indoeuropeo *k̑ei- ʿgiacereʾ (cfr. l'antico irlandese céile ʿsposo, compagnoʾ, il gallese cilydd ʿcompagno, altroʾ).
- Butrium (Ra). Città, umbra secondo Plinio, a 6 miglia a nord di Ravenna (corrisponde alla località Casa Rossa?). Forse dal celtico boutro- ‘sporco’ < indoeuropeo *gʷeu- ʿescrementiʾ; cfr. medio irlandese búaidir ʿagitato, confusoʾ, medio gallese budyr ʿsporcoʾ (G. R. Isaac). → Budrio. Attestazioni: Umbrorum Butrium (Plinio, III, 15, 115), Βούτριον (Boútrion) (Strabone, V, 1, 7), Butrio (Tabula Peutingeriana, 4, 1). [I]
- Cameliomagus' (Pv). È stata identificata sia con Cassino Po (Broni) che con Redavalle. Si conoscono le forme Cameli(o)magus (Tabula Peutingeriana, 3, 1) e Comillomagus (Comillomago, nellItinerario Antonino, 288, 4). Secondo A. Falileyev si tratterebbe di un ibrido latino-celtico con il gallico magos ʿmercatoʾ (cfr. Rigomagus). Il primo termine potrebbe essere il nome di persona latino Camillus (o *Comellus, *Comillus); o anche Camelus, -ius, dal latino camelus ʿcammelloʾ, forse come soprannome. Oppure un gallico latinizzato Camelus o Camelius, da *camelo-, variante (per assonanza col latino camelus?) di camulo- ʿcampione, serventeʾ (cfr. antico irlandese cumall ʿcampioneʾ). [I]
- Campi Raudii. ʿCampi Rossiʾ, luogo ove i Romani sconfissero i Cimbri (localizzabile nei pressi di Vercelli o tra Ferrara e Rovigo), menzionato da Velleio Patercolo (II. 12, 5: in campis quibus nomen erat Raudiis). Raudii potrebbe essere una forma latinizzata (o con scambio au / ou riscontrabile in altre voci galliche) dal gallico roudos < indoeuropeo *roudho- ʿrossoʾ; cfr. nome di persona gallico Roudus, antico irl rúad, gallese rhudd, antico bretone rud < celtico *roudo- ʿrossoʾ. [I]
- Carbantia' (Al). L'antica Carbantia sorgeva nel territorio di Villanova Monferrato o Bàlzola. Il toponimo, indicato nellItinerario Antonino (340, 4), deriva dal gallico *carbanto- ʿcarro da guerra, cassa di carroʾ; cfr. antico irlandese carpat ʿcarro da guerraʾ. [I]
- Carraca. Toponimo citato in Tolomeo, III, 1, 28: Κάρρακα (Kárraka). Per A. Holder (T. I, col. 808) si tratta di un centro dei Beluni, popolo stanziato lungo l'Adige[2], e corrisponderebbe ad un attuale Sarca (?). X. Delamarre ritiene che Carraca possa derivare dal gallico carros ʿcarroʾ, cfr. l'antico irlandese carr ʿcarretto, carrozzaʾ, il bretone karr ʿcarrettoʾ (tutti da *kr̥sos).
- Celeia. Antico poleonimo desunto dall'etnonimo dei Liguri Celeiates, menzionati in Livio, XXXII, 29: Oppida Clastidium et Litubium, utraque Ligurum, et duae gentis eiusdem ciuitates Celeiates Cerdiciatesque sese dediderunt. *Celeia (“celto-ligure”?) si confronta con l'omonima Celeia, oggi Celje (Slovenia), città del Norico; G. Petracco Sicardi ritiene possa derivare dalla base *kel- < indoeuropeo *kʷel- ʿabitareʾ (cfr. anche Budacelius e Vercelli). G. R. Isaac ipotizza per la Celeia norica un possibile elemento celtico *celo-, *cela-, connesso con l'antico irl ceilid ʿ(egli) nasconde, dissimulaʾ e con il gallese celu ʿnascondereʾ, dall'indoeuropeo k̑el- ʿnascondereʾ (A. Falileyev).
- Cerdicium. Antico poleonimo tratto dall'etnonimo Cerdiciates citato in Livio, XXXII, 29: ciuitates Celeiates Cerdiciatesque (cfr. Celeia). G. Petracco Sicardi propone per *Cerdicio- una base *kerdik-i̯o-, da confrontarsi con l'antroponimo Cerdubelus (in Spagna), con l'antico irlandese cerd ʿoperaʾ [ʿtecnica, mestiere artigiano, artigianoʾ], il gallese cerdd ʿcantoʾ [ʿartigianato, mestiere, poesiaʾ], il greco kérdōs ʿguadagnoʾ e il nome di persona greco Kérdōn, al quale si pensa risalga, come prestito, il latino cerdō ʿartigianoʾ. X. Delamarre ipotizza invece che il latino cerdō possa essere un prestito dal gallico della Gallia Cisalpina cerdo(n)- (*cerdū) ʿartigianoʾ e che il celtico e il greco potessero avere una voce comune *kerdo- ʿabileʾ.
- Dinium. Toponimo fondiario della Tabula Alimentaria di Veleia (6, 68): saltus praediaque Dinium. Si confronta con l'oppidum Dinia, oggi Digne (Basses-Alpes), citato da Plinio (N. H., III, 37) e con il teonimo Dino-mogeti-mārus, epiclesi di Marte (G. Petracco Sicardi). Dinium, Dinia, Dino-, assieme ai nomi di persona gallici Con-dinus, Dinius, Dinia, Dinuus e al toponimo Dinogetia, hanno in comune una base *dīn- (dino-, dinu-, dini-), per il cui significato ci si richiama all'antico irlandese dín ʿprotezione, riparoʾ (X. Delamarre). G. R. Isaac invece pensa a un gallico dino- significante ʿdistruzione, strageʾ (indoeuropeo *dʰgʷʰi-nó- < dʰgʷʰei- ʿperireʾ e ʿdistruggereʾ; cfr. il medio gallese dynin ʿstrageʾ) (A. Falileyev). [I]
- Excingomagus (anche Escingomagus e, in Plinio, II, 244, Scingomagus). Mansio nelle Alpi Cozie. Da nome di persona gallico *Ex-cingo- ʿl'attaccanteʾ (ʿche parte per attaccareʾ) + -mago- ʿcampoʾ (e ʿmercatoʾ); significherebbe dunque ʿcampo di Excingosʾ; cfr. il nome di persona gallico latinizzato Excingus in iscrizioni e Rigomagus. Stando alla Tabula Imperii Romani, Excingomagus corrisponderebbe a Exilles (Torino), il cui nome però fa presupporre un altro etimo. [I]
- Helvillum. Vicus situato sulla Via Flaminia, probabilmente ove oggi si trova Fossato di Vico (Pg). Per A. Falileyev è difficile possa essere nome di origine celtica, tuttavia lo si può accostare a nomi con base helu-, quali gli etnonimi (H)elvetii, (H)elvii e il toponimo (H)elvetum [con H- dovuto ad etimologia popolare d'ambito linguistico latino?][3]. Però in latino ed osco-umbro esistevano alcune voci con radice comune *ĝhel- (o *ghel-?) helvus ʿgiallastroʾ e derivati helvius, Helvius (osco Heleviis), helvolus, helvella; forse anche l'idronimo piceno Helvinus [in Plinio, III, 110 (attuale Vibrata? o Tordino?)], cui potrebbe essere connesso Helvillum. Attestazioni: Helvillo (Itinerario Antonino, 125, 6 e 315, 7), Halvillo (Tabula Peutingeriana, Herbelloni (Itin. Hierosolymitanum, 614). [I]
- Liccoleucum. Nome di fondo registrato nella Tabula Alimentaria di Veleia (6, 23): fund. Liccoleucum. È probabilmente di origine celtica, con il significato di ʿPietra biancaʾ, dal gallico *lic(c)o-, *lic(c)ā ʿpietra piatta, rocciaʾ + *leuco- ʿchiaro, brillanteʾ. Cfr. l'antico irlandese lecc, il gallese llech, il bretone lec'h ʿpietra piatta, lastra, pietra sepolcraleʾ; il gallese llug e l'antico irlandese lúach ʿbrillanteʾ. → Arelica e Lecco. [I]
- Litubium (Pv). Città attribuita da Tito Livio al Liguri: Oppida Clastidium et Litubium, utraque Ligurum (XXXII, 29, 7); forse corrisponde all'odierna Retòrbido (< rio torbido). Litubium viene ritenuto da A. Falileyev un nome celtico, composto di litu- ʿfestaʾ (forse da indoeuropeo *pleh1- ʿabbondanza, pienezzaʾ) e bio- ʿtagliente, tagliatoreʾ (< *bheih- ʿtagliare) ʾ [oppure bio- < biuo- ʿvivoʾ < indoeuropeo * gʷiu̯o-?]; cfr. antico irlandese líth ʿgiorno di festaʾ, bretone lid ʿsolennità, cerimoniaʾ; gallico -biion ʿtaglia-ʾ, uidu-bion ʿroncolaʾ (ʿtaglia-alberoʾ). [I]
- Mannicelus (Ge). Idronimo registrato nella Tavola di Polcevera (6, 12): ab fontei in Mannicelo; in Manicelum; 'en Manicelo. Si tratta della fonte (Mannicelus «indicava la regione ove si trovava la fonte») di un rio che può corrispondere al Gioventina. Per G. Petracco Sicardi tale toponimo è costituito di una base *manniko-, forse di antroponimo da accostare ai nomi di persona gallici Manno, Mannus, e del suffisso -ello-; oppure va scomposto in manni- e -kelo- (< indoeuropeo *kʷel- ʿabitareʾ). M. G. Tibiletti Bruno ha invece proposto una formazione manno-/mando- ʿcavalluccio, muloʾ + -icelo-. Manni- (o Mann-) va probabilmente ricondotto al gallico mano-, mani-, mann-, ʿbuono, favorevoleʾ, da cui i nomi di persona Manna, Man(n)us, Man(n)ius, Manno. Non si può comunque escludere, così come per Mannus, Mannius, una derivazione dal gallico mandu- > latino mannus ʿponey, piccolo cavalloʾ (X. Delamarre).
- Noviodunum. Attestato nella Tabula di Veleia (5.72): Placentino pago Novioduno. Da gallico novio- ʿnuovoʾ + dūnum, quindi ʿnuova fortezzaʾ. Cfr., ad es., Noviodunum > Nevers. → Duno. [I]
- Ocelum (Caprie, To). Probabilmente era situato in bassa Valsusa (Villardora , fraz. Torre del Colle) e corrispondeva al "primo stanziamento coziano nella Gallia Citeriore" , situato a pochi km dalla Quadragesima Galliarum accertata già dal 1886 presso Avigliana , fraz. Malano (Sino al XIII sec. è riportata in zona infatti una cappella "S.Maria de Acolium/Ocolium). Il toponimo latino corrisponde al gallico ocelo- ʿpunta, sommità, promontorioʾ < indoeuropeo *h2oḱ-elo- < *h2eḱ- / *h2oḱ- ʿpunta, sommitàʾ; cfr. antico irlandese acher ʿasproʾ e ochair ʿangolo, bordoʾ e i nomi di persona gallici Ocelus (anche teonimo), Ocellio, Ocella, ecc. Attestazioni: ab Ocelo (Giulio Cesare, De bello Gallico, I, 10), Ὤκελον (Ṓkelon) (Strabone, IV, 1, 3 e V, 1, 11), Occellio (Cosmografia ravennate, IV, 30), Ocelum e Ocelo (iscrizioni latine). [I]
- Rigomagus (Piemonte). Toponimo gallico latinizzato indicato nella Tabula Imperii Romani, e in alcuni itinerari, ove compare come mansio posta tra Vercelli e Torino [Trino Vercellese? San Genuario (Crescentino, Vc)?]. Da gallico rigo- ʿreʾ + -mago- ʿcampoʾ, e poi ʿmercatoʾ, quindi ʿ(campo o) mercato del re (della tribù) ʾ. Cfr. Riom, Ruoms, Rians (in Francia) e Remagen (in Renania), tutti dal gallico *Rigomagos; antico irlandese mag ʿpiana, campoʾ, antico bretone ma ʿluogoʾ < celtico *magos ʿpiana, campoʾ. Attestazioni: Rigomago (Itinerario Antonino, 340, 5 e 356, 10), mansio Rigomago (Itin. Hierosolymitanum, 557, 3), Rigomagus (Cosmografia ravennate, IV, 30), Rigomagum (iscrizione). [I]
- Solicelus. Toponimo fondiario della Tabula Alimentaria di Veleia (1, 96; 2, 6): salt. siue fund. Rubacotium et Solicelo (all'ablativo maschile); coloniam Solicelos. Si tratta forse di un originario nome di vicus, un composto di *soli- (cfr. nomi di persona gallici quali Solimara e Soliboduus) e *-kelo- (< indoeuropeo *kʷel- ʿabitareʾ); oppure un derivato con doppio suffisso -ik-elo-, come forse nel Mannicelus di Tavola di Polcevera, 6, 12 (G. Petracco Sicardi).
- Solona. Città dei Solonates, menzionati da Plinio in N. H., III, 116. Forse corrisponde a Sogliano al Rubicone (Fc) [o Castrocaro Terme (Fc) oppure Sant'Agata Feltria (Pu)?]. Secondo X. Delamarre Solonates potrebbe essere un composto gallico di su- ʿbuono, beneʾ e loun-ati- [< louno- (launo-) > lōno-, lūno-], con su-loun- avente il significato di ʿbuona ricchezza, buon guadagno, buona sorteʾ; cfr. nomi di persona quali Lonius, Launus, So-lonius, Va-launa, Va-lonius e i toponimi So-lṓnion, So-loniacum e So-lonianum.
- Tarbonia. Fondo registrato nella Tabula Alimentaria di Veleia (6, 71): saltus praediaque Tarboniae. Tale toponimo può essere interpretato come una forma aggettivale concordata a un sostantivo femminile latino sottinteso (forse uicinia, da vicus), da un antroponimo *Tarbōnio-, derivato da un tema *tarbo-; quest'ultimo potrebbe essere comune all'etnonimo Tarbelli (Aquitania) e al nome di persona Tarbunis (genitivo), ambedue assegnabili all'antico ligure (G. Petracco Sicardi). Tarbonia è stato connesso da V. Bertoldi alle voci latine, ma di origine preromana, talpa, Talponius, e talpona, un tipo di vite (G. Petracco Sicardi). Potrebbe però derivare, secondo M. G. Tibiletti Bruno, da *tarbo-, *taruo- ʿtoroʾ; cfr. l'antico irlandese tarb, il gallese tarw ‘toro’ e il nome di persona Tarbon(accusativo) di un dinasta della Dacia. Riguardo a Tarbelli e Tarbunnis (Tarbunis in Petracco Sicardi), X. Delamarre li associa a Tarbucelis (Hispania) e Tarbetis(co)nios (Aquitania) e li fa dipendere da una base *tarb- di possibile origine aquitana.
- Tigu(l) lia (Ge). Località ligure che secondo Plinio (III, 48) sorgeva più all'interno di Segesta Tiguliorum, l'attuale Sestri Levante. Il toponimo è il femminile di Tigu(l)lius, ʿappartenente ai Tigulliʾ. Stando a G. Petracco Sicardi, tale etnonimo potrebbe essersi formato dalla base *tig(u)- + suffisso -ullo- (frequente nell'onomastica celtica) + suffisso secondario -i̯o-; cfr. l'etnonimo Tigurini (in Elvezia) e il termine celtico tigerno- ʿsignoreʾ [da *(s)teg- ʿcasaʾ o piuttosto *(s)tig- ʿpuntaʾ (ʿsommitàʾ, ʿtestaʾ > ʿcapoʾ) (X. Delamarre)]. Tigullia non sarebbe necessariamente celtico secondo A. Falileyev, che cita tuttavia l'interpretazione di P. de Bernardo Stempel: ʿl'ultima città (del golfo [del Tigullio]) ʾ, da *tigu-l-yā < celtico tigu- ʿfinale, ultimoʾ; cfr. l'antico irlandese tiug- ʿultimo, finaleʾ. Attestazioni: Tigulia (Pomponio Mela, II, 4, 72), Tigulia intus (Plinio, III, 48), Τιγουλλία (Tigoullía) (Tolomeo, III, 1, 3), Tigullia (iscrizione), Tegolata (Itinerario Antonino, 294, 2). [I]
- Trigáboloi (Fe). In Polibio 2. 16, 11: εἰς Τριγαβόλους (eis Trigabólous), si nomina la località di Τριγάβολοι (Trigáboloi) — oggi forse Vigarano Pieve — presso la quale, all'apice del delta, il Po si biforcava nei due rami di Padoa e Olana (Volano). Secondo G. B. Pellegrini potrebbe trattarsi di un toponimo di origine celtica con il significato di ʿtriforcazioneʾ, da gallico tri- + indoeuropeo *gabh(o)los ʿforcaʾ. Il termine gallico era gablos, da cui il gallico latinizzato gabalus e gabulum ʿforcaʾ; cfr. antico irlandese gabul, gallese gafl, antico bretone gabl ʿforcaʾ, tutti da *gablos, con indoeuropeo *gh > celtico g e indoeuropeo *bh > celtico b. [I]
- Ucciae, Uico. Toponimo fondiario della Tabula Alimentaria di Veleia (6, 20 e 64). Da un nome di persona celtico o ligure *ukko- + suffisso -i̯o-; cfr. i nomi di persona Ucci (genitivo), Uccu (femminile), Uccius (gentilizio). Si può supporre un'alternanza apofonica “grado zero”/e con Veccium (G. Petracco Sicardi). Cfr. anche Ucellasia. [I]
- Ucellasia. Ipotetico toponimo, forse di vicus, tratto dal teonimo Ucellasicae che si legge in un'iscrizione dedicatoria di Corbetta (Mi): Sanctis Matronis Ucellasicis Concanaunis. *Ucellasia può essere accostato ai nomi di persona gallici Ucemus, Ucenius, Ucetia (anche toponimo), Ucuetis, Ucatus (< *uci-, *uce-, *uc-), e anche probabilmente Uccius, Ucco, e Uecatus, Uecco (< *u̯ec-). Tali nomi potrebbero derivare dalla radice indoeuropea *u̯ek̑- ʿdesiderare, volereʾ o *u̯ek- ʿpiegareʾ (oppure *u̯ekʷ- ʿparlareʾ?), ipotizzando un'alternanza apofonica e/”grado zero” (cfr. Veccium). [I]
- Vardacate. Oppidum della Liguria interna menzionato in Plinio, III, 49. N. Lamboglia pensava potesse trovarsi presso Casale Monferrato e riteneva che il toponimo non fosse indoeuropeo. Si tratterebbe di un nome prelatino a doppio suffisso: *-ako- (gallico?) + -āti-, però esiste anche la forma Vardagate (G. Petracco Sicardi). Si può accostare all'idronimo Vardo (Sidonio Apollinare, V sec.) ʿGardʾ [Gardo (914)] < gallico *Vardu- < *Varidu-, probabilmente da *uar-, *uaria ʿcorso d'acquaʾ. [I]
- Veccium, Fundum. Toponimo fondiario della Tabula Alimentaria di Veleia (3, 72; 7, 37). Da un antroponimo celtico o ligure *u̯ekko- [*u̯e(c)co- ʿcurvoʾ, secondo M. G. Tibiletti Bruno (indoeuropeo *u̯ek- ʿpiegareʾ; cfr. antico irlandese feccaid ʿ(egli) piegaʾ)] + suffisso -i̯o-; cfr. i nomi di persona Vecatus, Vecco, Veccallus, Veccunius (G. Petracco Sicardi). Cfr. Ucciae. [I]
- Vembrunius. Toponimo fondiario registrato nella Tabula Alimentaria di Veleia (3, 18): fund. Vembrunium paternum. Per G. Petracco Sicardi si tratterebbe di un derivato in *-i̯o- da una base forse antroponimica *uembruno-, con suffisso -uno- e infisso nasale -m-; tale antroponimo può essere accostato ad altri, forse celtici ma attestati anche in ambito ligure: Vebrumaros, Vebro, Vebrumna, Vebruius [e anche Uebrullus, tutti dal gallico uebru- ʿambraʾ, cfr. il gallese gwefr], oppure a *u̯ebro- ʿarmaʾ (cfr. gotico wepna, islandese antico vapn). X. Delamarre ipotizza invece una formazione *Veni-brūn-io- ʿil petto del clanʾ, dal gallico *uen-, *ueni- ʿclan, famiglia, discendenzaʾ + brunnio-, bronnio- ʿseno, pettoʾ (da indoeuropeo *bhreus- ʿgonfiareʾ); cfr. Venaus, il gallico *brunia ʿpettoʾ, i nomi di persona Abronia, Abronius, Co-bronia, Ver-bronara, i toponimi Bronium (Belgio), Brona (Betica), Bruniola (X sec.) > Brignoles (Var); l'antico irlandese bruinne ʿseno, pettoʾ, il gallese bron ʿseno, mammella; collinaʾ.
- Vlamonium. Toponimo fondiario registrato nella Tabula Alimentaria di Veleia (5, 65; 6, 57): fund. Vlamunium, fund. Betutianum Vlamonium. Secondo G. Petracco Sicardi, sarebbe costituito di una base, verosimilmente di antroponimo, *ulamon- (< *ula- + suffisso superlativo -amo-) + suffisso -i̯o-; cfr. i nomi di persona gallici Vlattu, Vlattius e l'etnonimo Tri-ulatti. Potrebbe derivare dalla radice *pul- dell'antico irlandese ul ʿbarbaʾ (< *pulo-), ulach ʿbarbutoʾ; o dall'indoeuropeo *u̯l̥-, *u̯al- ʿessere forteʾ, cfr. il gallico ualos ʿsovrano, principeʾ, ulatos ʿprincipeʾ, nomi di persona gallici come Ulatos, Ulattius, Ulatucia, l'antico irlandese flaith ʿsovranitàʾ(< *u̯latis). [I]
- Vlila. Toponimo fondiario della Tabula Alimentaria di Veleia (5, 41): saltum siue fundos Vlilam siue Velabras et Craedelium. Secondo G. Petracco Sicardi potrebbe avere la stessa radice di Vlamonium e un suffisso celtico -ilo- che si ritrova in vari nomi di persona: Epilos, Adsedilus, Atepilos ecc. Si può ipotizzare un *Vl-ila (femminile perché concordato dapprima con silua) < *Ul-ilo- (nome di persona del proprietario) < *pulo- ʿbarbaʾ + suffisso diminutivo gallico *-il(l)o- (quindi ʿBarbettaʾ?). Forse Vlila si può accostare a nomi di persona gallici, quali Uleius, Ulicci, Ulicus [e alcuni in Vlid(o)- < ulido- ʿconvito, banchettoʾ?]. [I]